# Sentier de grande randonnée 123
Le sentier de grande randonnée 123 (GR 123) relie la forêt d'Hesdin dans le département du Pas-de-Calais à la forêt de Compiègne, dans le département de l’Oise en traversant le département de la Somme, soit une traversée Nord-Ouest Sud-Est de la Picardie. Il est d'une longueur de 228 km.

## Itinéraire
Dans le Pas-de-Calais
 Contes (Pas-de-Calais), au lieu-dit Buisson de Pierrepont (intersection avec le GR 121)   Forêt domaniale d’Hesdin
 Aubin-Saint-Vaast
 Lambus
 Mouriez
Dans la Somme
 Rapechy
Dans le Pas-de-Calais
 Raye-sur-Authie
Dans la Somme
 Voisin
 Wadicourt
 Crécy-en-Ponthieu  Forêt domaniale de Crécy
 Canchy
 Agenvillers
 Millencourt-en-Ponthieu
 Drucat
 Caours
 Neufmoulin
 Saint-Riquier 
 Long
 L'Étoile
 Bourdon
 Picquigny
 Saveuse
 Clairy-Saulchoix
 Rumaisnil
 Lœuilly
 Saint-Sauflieu
 Ailly-sur-Noye
 Braches
 Contoire
 Davenescourt
 Guerbigny
 Lignières (Somme)
 Remaugies
 Onvillers
Dans l’Oise
 Boulogne-la-Grasse
 Conchy-les-Pots
 Orvillers-Sorel
 La Neuville-sur-Ressons
 Mareuil-la-Motte
 Élincourt-Sainte-Marguerite 
 L’Ecouvillon 
 Cannectancourt 
 Chiry-Ourscamp 
 Pimprez 
 Carlepont    Forêt domaniale de Compiègne  Château de Compiègne